# Lord Kitchener Wants You

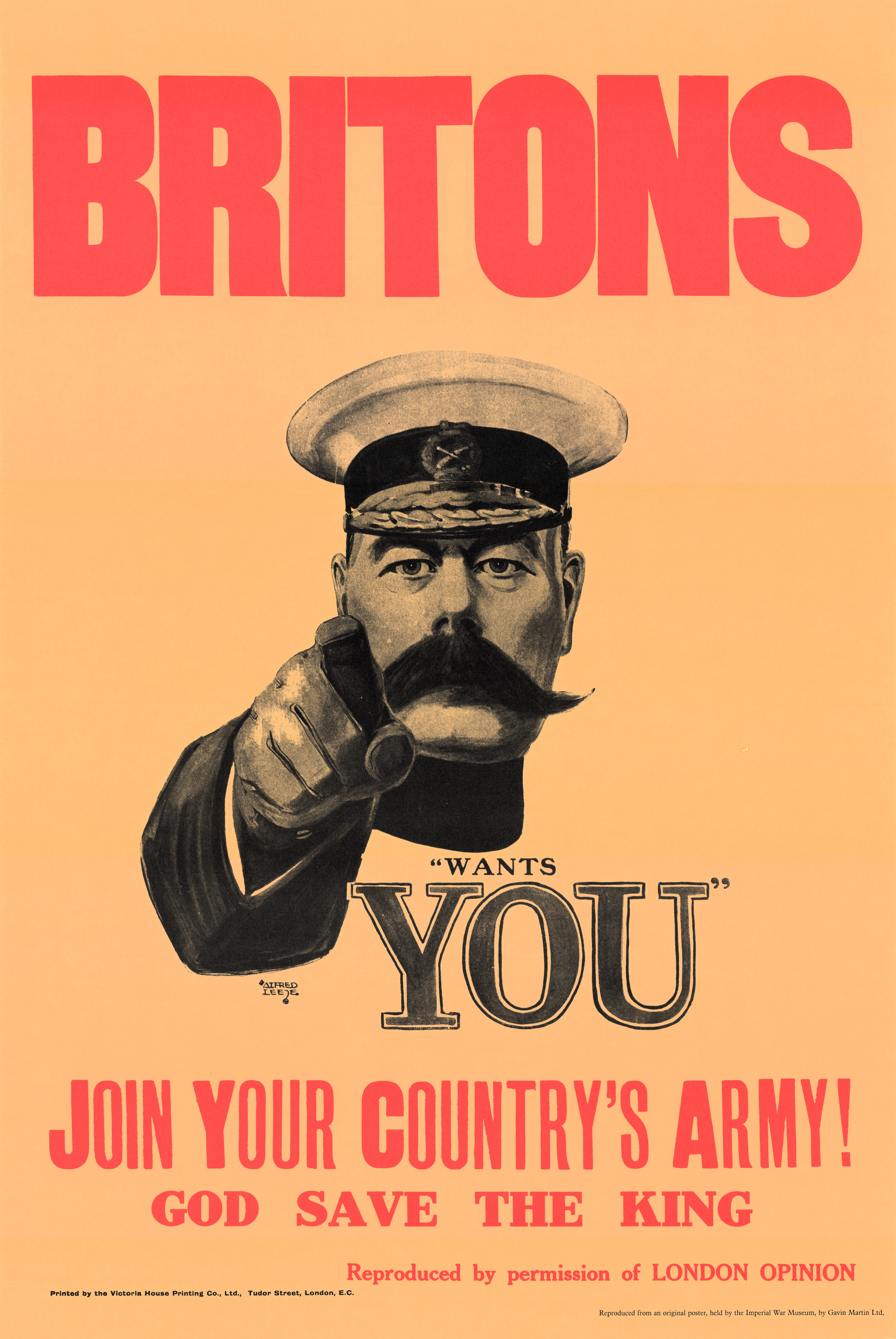
Ikoniczny plakat z wizerunkiem marszałka polnego i ministra wojny Horatio Kitchenera zachęcający do wstępowania do British Army

Oficjalny plakat rekrutacyjny z Horatio Kitchenerem

Lord Kitchener Wants You – nazwa brytyjskiego plakatu rekrutacyjnego z okresu I wojny światowej, który jest jednym z najsłynniejszych tego typu, zwłaszcza ze względu na dużą liczbę imitacji. Na plakacie marszałek polny i minister wojny Horatio Kitchener wskazuje palcem na widza, zachęcając go do wstąpienia do British Army. Plakat posłużył jako inspiracja dla podobnych plakatów rekrutacyjnych wykorzystywanych w różnych krajach, takich jak znany amerykański plakat „I Want You” przedstawiający Wuja Sama.

## Historia
Pierwotnie była to fotografia okładki magazynu „London Opinion”, opublikowanego 5 września 1914 roku, zaprojektowana przez ilustratora Alfreda Leete. W tym czasie od wybuchu I wojny światowej minął miesiąc, a marszałek polny i minister wojny Horatio Kitchener, cieszył się dużą popularnością w brytyjskim społeczeństwie. Na oryginalnej okładce, pod zdjęciem Kitchenera, znajdował się tekst „Twój kraj cię potrzebuje” (ang. Your Country Needs You). Z efektownego wizerunku wydrukowano plakaty z prywatnych środków, na których tekst zmieniono na „Chcę cię” (ang. Wants You). W czasie I wojny światowej wydrukowano około 10 000 egzemplarzy plakatu, co było ilością dość niewielką w porównaniu z faktem, że oficjalne państwowe plakaty propagandy wojennej zostały wydrukowane w sumie w ponad pięciu milionach egzemplarzy. W czasie wojny plakat nie był eksponowany w miejscach publicznych, a jego ogromna popularność narodziła się dopiero później. Wbrew powszechnemu przekonaniu tekst „Twój kraj cię potrzebuje” z oryginalnego wizerunku Leete’ego najwyraźniej w ogóle nie był używany na drukowanych plakatach z Kitchenerem.
Rząd brytyjski wydrukował znacznie większą liczbę innego plakatu rekrutacyjnego z wizerunkiem Horatio Kitchenera, który zawierał dłuższy i mniej wyrazisty cytat z jego przemówienia. Ze względu na mniej pomysłową treść ten oficjalny plakat został już zapomniany, a wizerunek stworzony przez Leete’ego stał się później jednym z najsłynniejszych symboli całej I wojny światowej w Wielkiej Brytanii. Na słynnym zdjęciu postać Kitchenera wpatruje się bezpośrednio w widza, podczas gdy na zdjęciu użytym na oficjalnym plakacie jego zmrużone oczy, nie robią już takiego wrażenia.

## Imitacje
Plakat z Kitchenerem był inspiracją dla plakatu zaprojektowanego przez Amerykanina Jamesa Montgomery’ego Flagga, w którym amerykańska personifikacja narodowa Wuj Sam wskazuje palcem na odbiorcę w ten sam sposób. Plakat Flagga był również pierwotnie okładką magazynu „Leslie’s Weekly”, opublikowanego 6 lipca 1916 roku. Po przystąpieniu Stanów Zjednoczonych do wojny, wydrukowano ponad cztery miliony egzemplarzy tego plakatu w latach 1917–1918. Plakat z Wujem Samem został ponownie wykorzystany podczas II wojny światowej.
Podczas wojny domowej w Rosji obie strony używały plakatów rekrutacyjnych, które naśladowały treść plakatów Leete’ego i Flagga. W czasach nowożytnych British Army używała również zaktualizowanych wersji oryginalnego plakatu, w którym Kitchener został zastąpiony inną postacią. Był również popularnym celem parodii.

Amerykański plakat z Wujem Samem
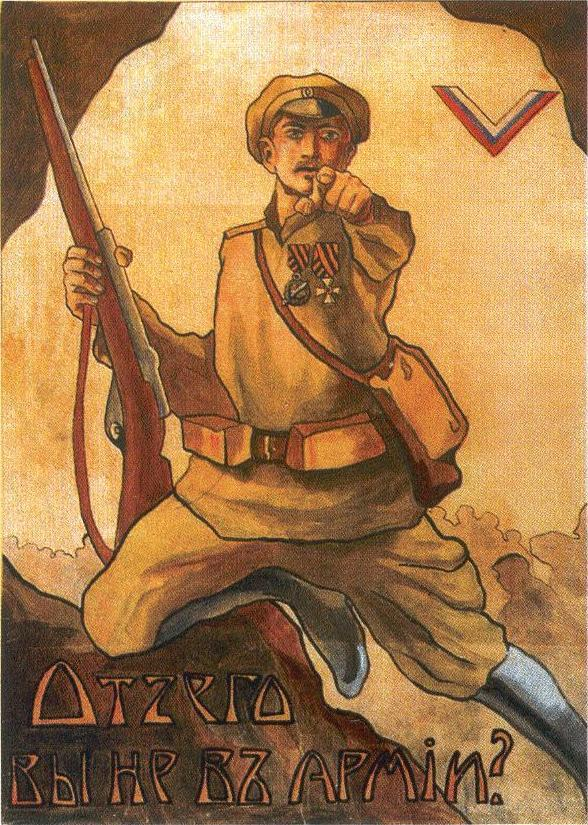
Plakat „białych” z okresu wojny domowej w Rosji
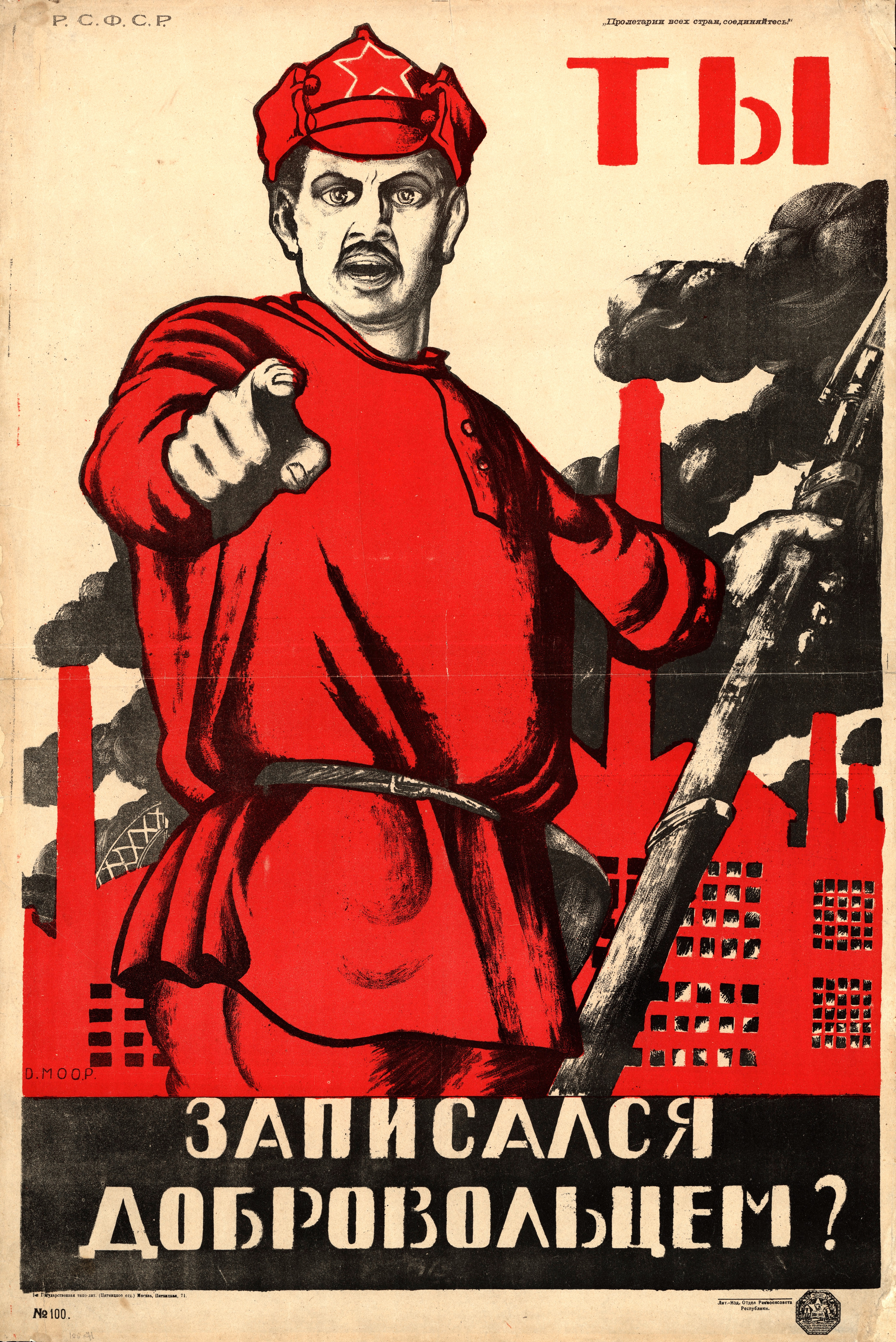
Plakat bolszewików Czy zgłosiłeś się na ochotnika?